# Wielcy Retorycy
Wielcy Retorycy (fr. Les Grands Rhétoriqueurs) - łączne określenie francuskich poetów tworzących zgodnie z koncepcją poezji jako gałęzi retoryki i zawodu, jakiego można się nauczyć i jaki ma do spełnienia określone zadania w społeczeństwie. Wielcy Retorycy działali w okresie od ok. 1470 do ok. 1520, związani z dworem królewskim w Paryżu lub z dworami książąt Bretanii i Burgundii. 

## Ważniejsi Retorycy
- Georges Chastellain
- Jean Molinet
- Jean Marot
- Jean Meschinot
- Jean Robertet
- Guillaume Crétin
- Jean Lemaire de Belges
- Jean Bouchet
- André de La Vigne
- Octavien de Saint-Gelays
- Pierre Gringoire

## Cechy poezji Wielkich Retoryków
Wielcy Retorycy nie określali siebie jako poetów, ale jako „rymopisów” (rimeurs), zaś swoje zajęcie traktowali jako jeden z wielu zawodów, możliwy do wyuczenia i w sposób naturalny związany z dworami królewskim i książęcymi. Tematyka ich dzieł, zdeterminowana przez charakter zatrudnienia, obracała się wokół poezji dydaktycznej i okolicznościowej. Pisane przez nich wiersze związane były z wydarzeniami z życia dworu (śluby, zgony, narodziny następców, zwycięstwa i klęski wojenne) lub powtarzały utrwalone nauki moralne i teologiczne. W swojej twórczości nie dążyli do oryginalności tematycznej, ich celem była natomiast doskonała znajomość ustalonych form poetyckich i maksymalna pomysłowość w tworzeniu gier słownych i rymów. 
Wykorzystywali gatunki uformowane w średniowieczu: virelai, lai, rondo, balladę, chant royal, poetycki testament, pieśni. Przy zachowaniu ścisłych wymogów ich budowania wprowadzali największą możliwość środków stylistycznych opartych na grach językowych, tworzyli rebusy i raki, wprowadzali do swoich utworów kalambury i sentencje. 
Wielcy Retorycy nie tworzyli przy tym jednej szkoły poetyckiej ani zorganizowanego ruchu literackiego, ponadto nawet w obrębie zwolenników tej samej techniki artystycznej występowały poważne różnice w odniesieniu do dziedzictwa poetyckiego średniowiecza, naśladownictwa wcześniejszych twórców czy nawiązań do innych poetów współczesnych. Na twórczość Retoryków wpływ miał również gust zatrudniających ich arystokratów - większość z nich była pochodzenia nieszlacheckiego i poezja była dla nich jedynym źródłem utrzymania. 
Poezja Wielkich Retoryków została jeszcze w XVI wieku uznana za dziwaczną i pozbawioną głębszej wartości głównie za sprawą poetów z kręgu Plejady. Ich twórczością ponownie zainteresowali się dopiero badacze dziewiętnasto- i dwudziestowieczni.